# Luciano Campisi
Luciano Campisi (Siracusa, 13 settembre 1860 – Siracusa, 2 maggio 1933) è stato uno scultore italiano.

## Biografia

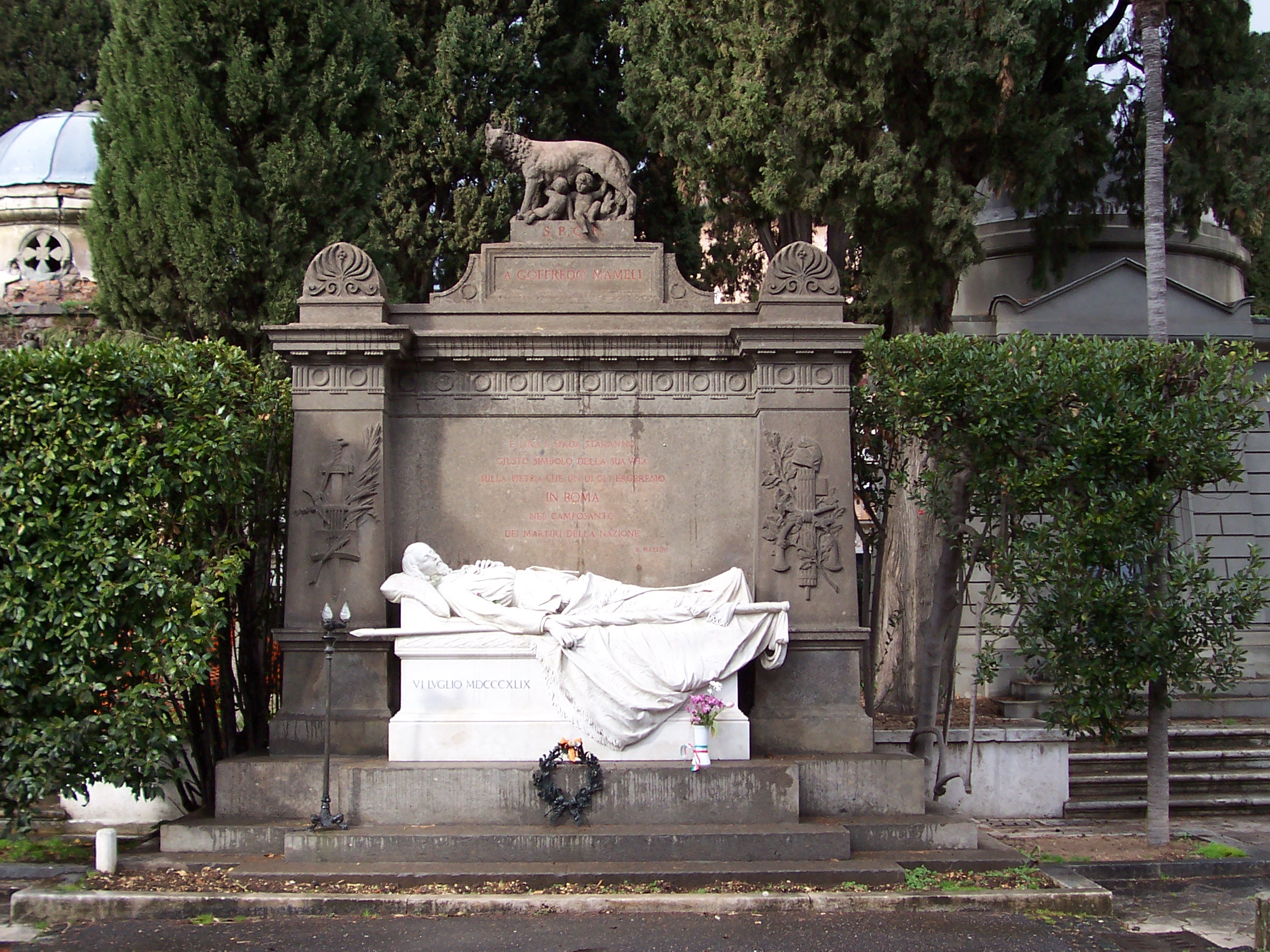
Il monumento a Goffredo Mameli scolpito da Luciano Campisi nel cimitero romano del Verano.

Fu allievo dello scultore siracusano Gregorio Zappalà e amico dello storico sacerdote Serafino Privitera e dello scultore Francesco Saverio Sortini. In seguito andò a perfezionarsi nella città di Roma dove divenne allievo di Giovanni Gagliardi e Antonio Allegretti.
Qui gli venne affidato l'importante compito di eseguire il monumento nazionale al patriota Goffredo Mameli, colui che compose le parole dell'attuale inno nazionale italiano; l'opera venne inaugurata il 26 luglio del 1891.
All’esposizione delle Belle Arti di Roma nel 1893, espone un busto di Giuseppe Garibaldi premiato con medaglia d’argento.
Sempre a Roma scolpì il monumento per Giuseppe Aurelio Costanzo, un noto professore universitario e patriota nativo di Melilli. Nello stesso cimitero di Verano gli venne affidata anche la composizione del monumento per Luciano Manara, uno dei più noti patrioti milanesi; tale opera venne eseguita ancor prima della scultura per Mameli, nel 1885, e fu questa che gli diede notorierà nel campo artistico laziale. Sue opere romane sono anche la tomba della famiglia Sinimberghi e del pittore Tullio Nobili.
Il Senato romano gli chiese di realizzare il monumento marmoreo in ricordo dello stimato studioso palermitano Michele Amari, sito nella città capitolina.
Campisi divenne scultore noto negli Stati Uniti d'America per i suoi lavori in onore di Giuseppe Verdi e Dante Alighieri, per il quale inaugurò una targa commemorativa nella sede bibliotecaria di Boston. Si diresse verso l'Argentina a Buenos Aires e anche qui scolpì delle opere artistiche.
A Siracusa egli fece diverse sculture, tra le principali si menzionano il busto di Archimede situato all'interno della Latomia dei Cappuccini; il busto di Giuseppe Garibaldi (in collaborazione con l'architetto Giuseppe Damiani Almeyda autore del piedistallo) posto all'interno del Foro Italico sull'isola di Ortigia e sempre nell'isola ha scolpito il busto di Cesare Battisti; infine verso l'ingresso dal lato sud della città (Pantanelli-Neapolis) ha scolpito un'edicola votiva con la raffigurazione della Madonna.
Dopo aver viaggiato tanto Luciano Campisi scelse di tornare nella sua città natale. Morì all'età di 74 anni privo di ricchezze economiche nonostante una considerevole e prolifica carriera d'arte.

## Sue opere

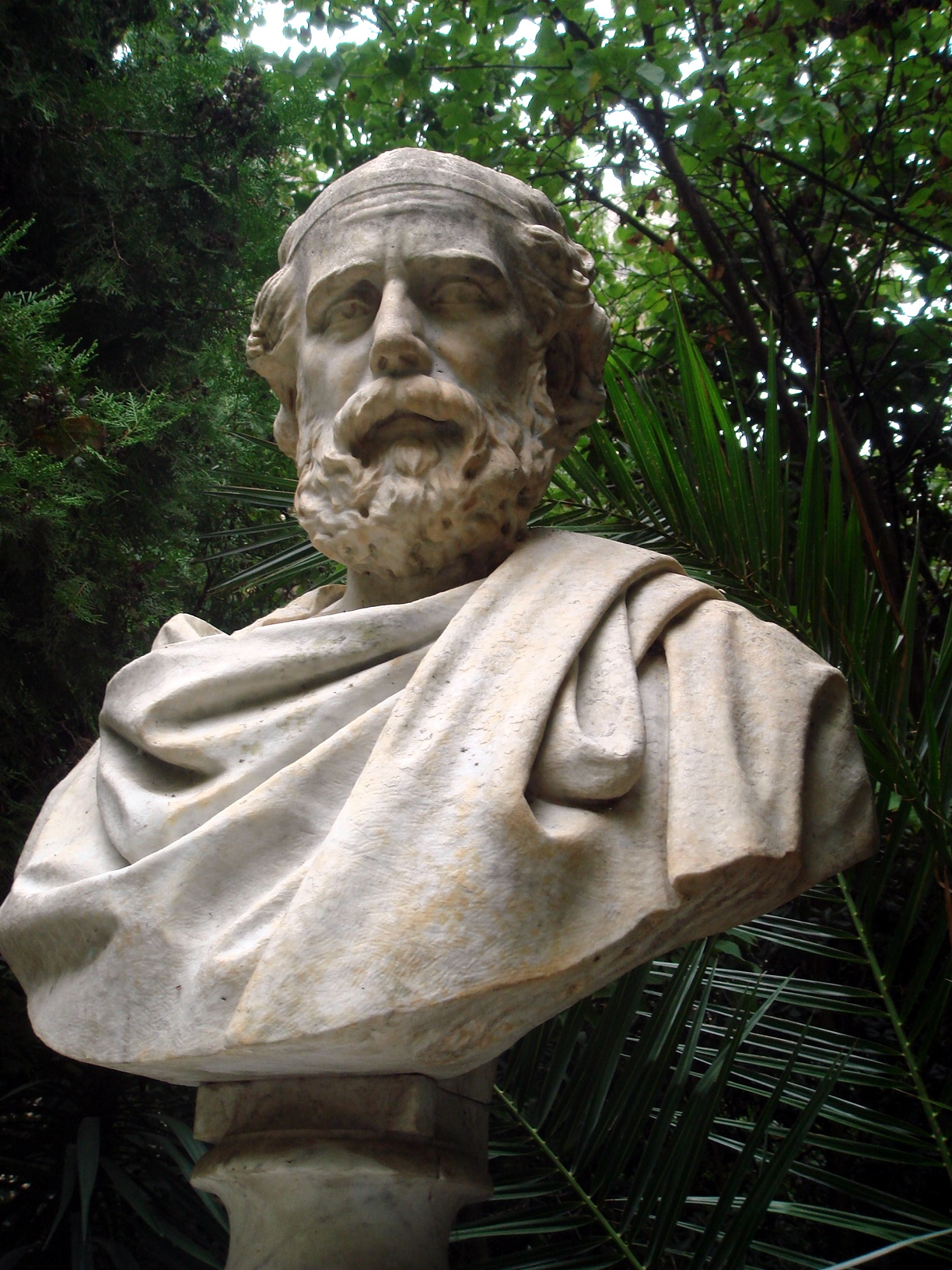
Il busto di Archimede
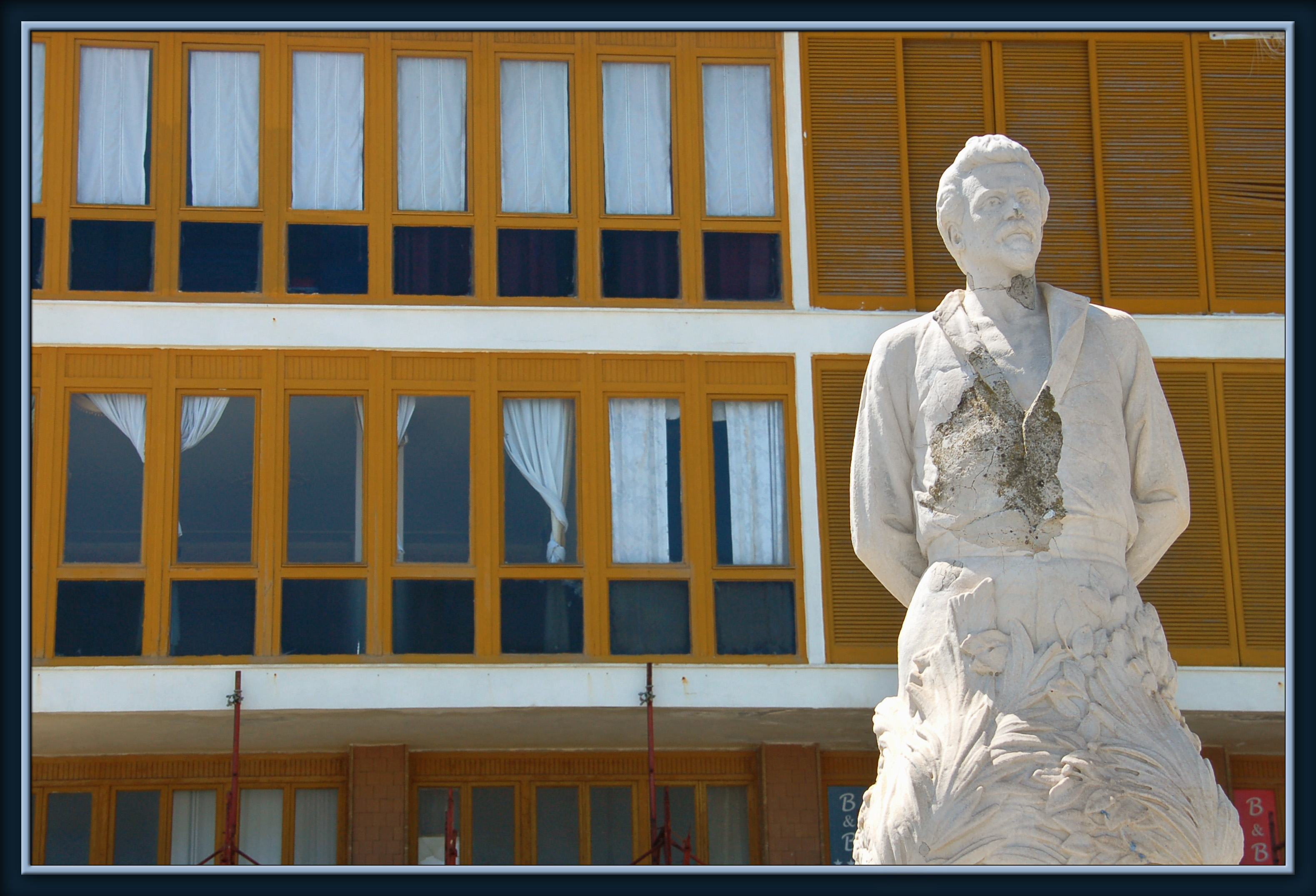
Il busto di Cesare Battisti
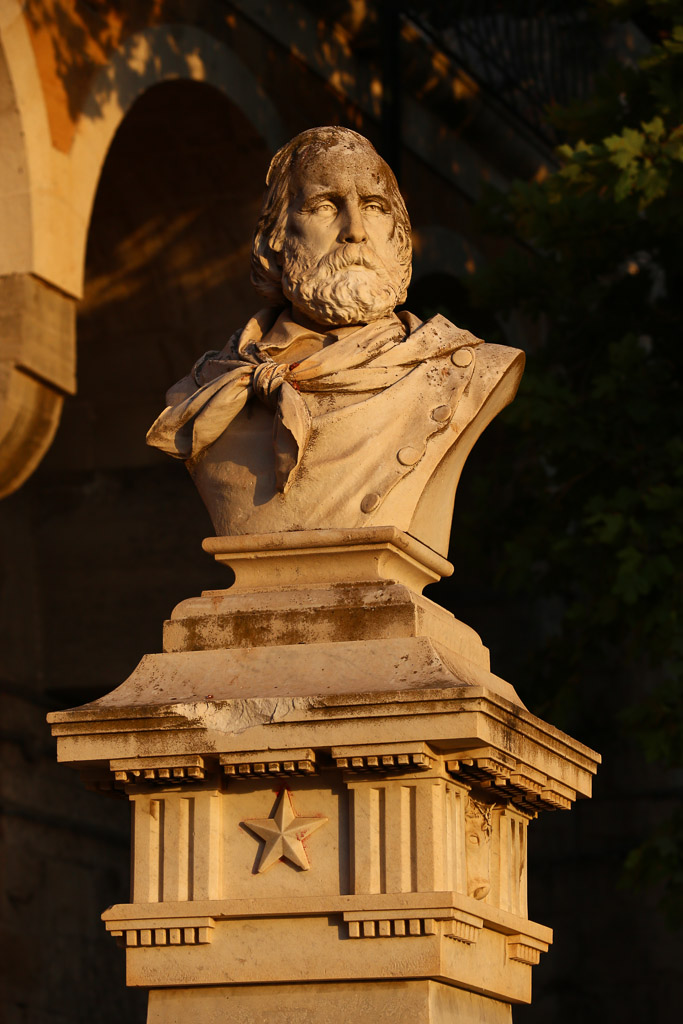
Il busto di Giuseppe Garibaldi